# Marianela Núñez

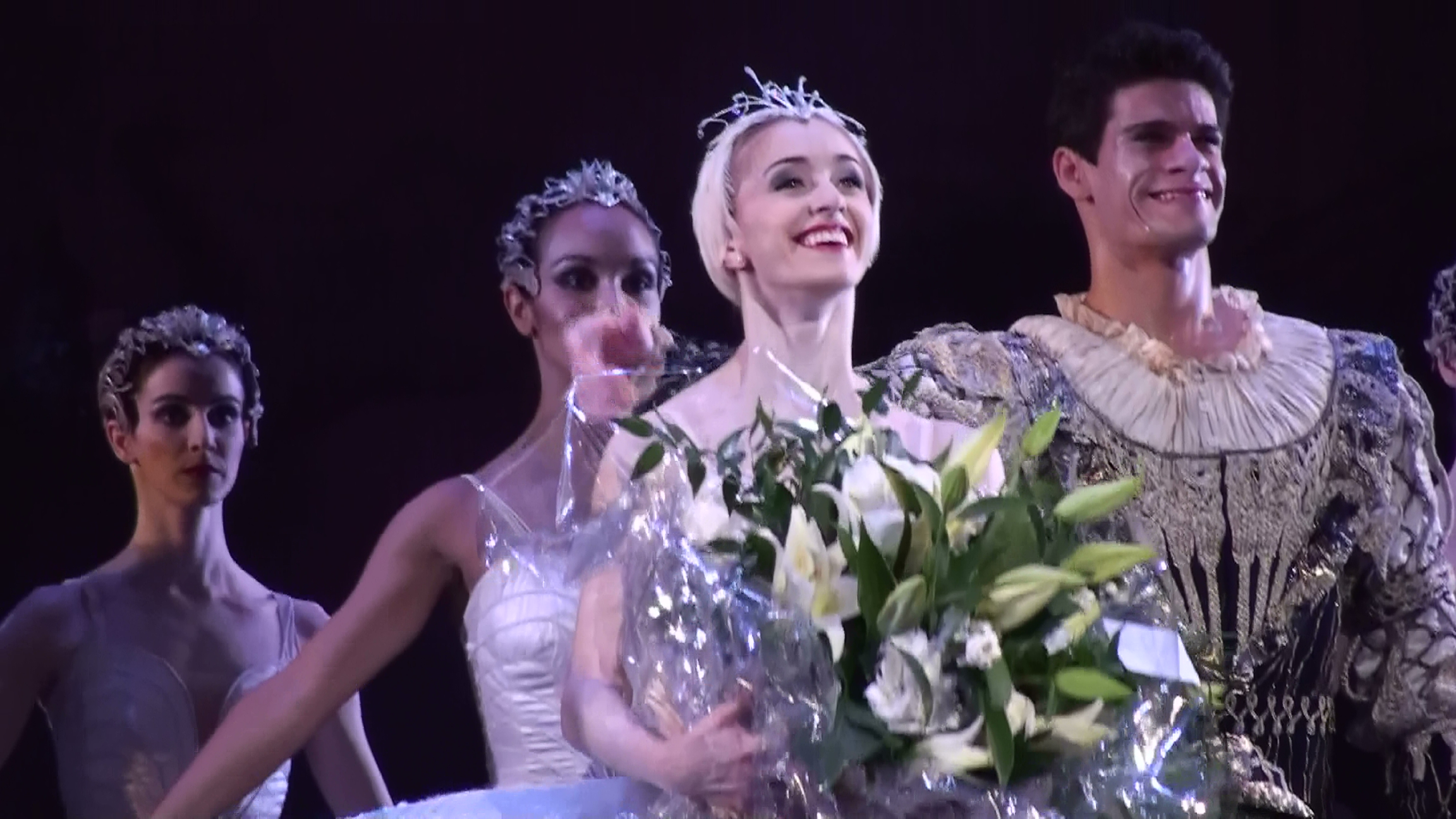
Marianela Núñez en Thiago Soares, 2008

Marianela Núñez (San Martín, 23 maart 1982) is een Argentijnse balletdanseres. Ze is prima ballerina bij het Royal Ballet in Londen.

## Biografie
Núñez begon met balletlessen toen ze drie jaar oud was en op haar achtste werd ze toegelaten tot het Instituto Superior de Arte van het Teatro Colón in Buenos Aires. Daar volgde ze lessen totdat ze op haar veertiende werd gevraagd toe te treden tot het corps de ballet van het Royal Ballet. Ze nam deel als soliste aan een tournee door Argentinië met het Cubaanse ballet Clasico de la Habama. In 1997 deed zij mee  aan het wereldballetfestival in Japan. Daarna werd ze uitgenodigd om met Teatro Colón door Europa en de Verenigde Staten te reizen.
In september 1997 begon ze aan haar kwalificatieopleiding van de Royal Ballet School en aan het einde van dat jaar danste ze de vrouwelijke hoofdrol in Kenneth MacMillan’s Soirée Musicale. Ze trad toe tot het Royal Ballet toen ze zestien jaar was. In 2001 werd ze eerste solist en in september 2002 principal. Zij danste daarna in vele verschillende rollen en ontving lovende kritieken.

## Privé
Nuñèz trouwde in juli 2011 met haar danspartner Thiago Soares. In 2016 maakte ze bekend dat ze in 2014 uit elkaar waren gegaan. Ze blijven nog wel samen optreden.

## Repertoire
- Kitri - Don Quichot
- Swanilda - Coppélia
- Prinses Aurora en de Lila Fee - De Schone Slaapster
- Suikertaartfee - De Notenkraker
- Gamzatti en Nikiya - La Bayadère
- Olga - Onegin
- Sylvia - Sylvia
- Lise - La fille mal gardée
- Odette/Odile - Het Zwanenmeer
- Julia - Romeo en Julia
- Giselle en Myrtha - Giselle
- Carmen - Carmen

## Prijzen
- 2013: Laurence Olivier Award voor Outstanding Achievement in Dance[1]